# Баранов, Ефрем Харитонович
Ефрем Харитонович Баранов (1903, д. Сухополь, Уфимская губерния — 1972, Уфа) — министр социального обеспечения БАССР (1951—1961), 1-й секретарь Стерлитамакского горкома ВКП(б), депутат Верховного Совета БАССР первого, второго и третьего созывов. Участник Великой Отечественной войны.

## Политическая биография
Баранов Ефрем Харитонович окончил областную совпартшколу в г. Уфе, в 1950 году — курсы при ЦК ВКП(б) в Москве.
Место работы: c 1932 года на партийной работе — инструктор, зав. отделом, секретарь, 2-й секретарь Зилаирского райкома ВКП(б), инструктор, 2-й секретарь Стерлитамакского райкома ВКП(б). В 1938—1941 годах работал 1-м секретарем Стерлитамакского райкома ВКП(б), с 1941 года — 1-й секретарь Стерлитамакского горкома ВКП(б); в 1946—1951 годах — 1-й секретарь Туймазинского и Бирского райкомов ВКП(б).
В 1952—1961 годах Баранов Ефрем Харитонович работал министром социального обеспечения БАССР.
Депутат Верховного Совета БАССР 1, 2-го и 3 созывов.

## Награды
Награждён орденом Ленина (22.03.1949), Отечественной войны (1945), «Знак Почета» (1948), Красной Звезды (1943), медалями